# Inés e l'allegria
Inés e l'allegria è un romanzo della scrittrice spagnola Almudena Grandes (Madrid, 1960) pubblicato in Italia nel 2011 da Guanda (in Spagna nel 2010). È il primo capitolo dei sei previsti dall'autrice per la serie Episodi di una guerra interminabile, di cui è stato pubblicato il secondo capitolo "Il ragazzo che leggeva Verne", edito nel 2012.
Il corpo centrale del libro narra l'invasione della val d'Aran da parte dell'esercito dell'Unione nazionale spagnola, tra il 19 e il 27 ottobre del 1944, uno degli episodi più rilevanti della Guerriglia antifranchista.

## Trama
La giovane aristocratica Inés Ruiz Maldonado, appena ventenne nel 1936, si ritrova sola nella casa di famiglia a Madrid nelle prime ore della Guerra civile spagnola. Le circostanze impongono che il resto della famiglia resti al sicuro lontano da Madrid, e che Inés non si sposti per raggiungerli, mentre il fratello Ricardo è impegnato tra le file dei falangisti. Inés assapora così per la prima volta la libertà dalla mentalità e dai costumi reazionari della famiglia e attraverso la domestica sua coetanea Virtudes entra ben presto in contatto con un gruppo di militanti comunisti, arrivando ad installare nella casa di famiglia una sede del Soccorso rosso internazionale.
Nel 1939 viene arrestata per la sua attività comunista in seguito al tradimento da parte di un suo compagno e imprigionata nel carcere di Ventas dove è costretta a vivere in condizioni disumane ma circondata dall'affetto di molte donne che come lei hanno lottato per la Repubblica. Qui riceve la visita di un avvocato inviato dalla famiglia che le offre la libertà immediata in cambio di una confessione che addossi tutte le responsabilità di ciò che avvenne nella sua casa di Madrid tra il 1936 e il 1939 sull'amica Virtudes, ma Inés rifiuta senza dubbi. Dopo due anni di prigionia a Ventas, un giorno viene inaspettatamente prelevata da una donna che scopre essere la moglie di suo fratello Ricardo, Adela, la quale ha insistito pur senza conoscerla perché la sua pena fosse scontata in un convento di suore. Qui Inés soffre terribilmente la solitudine di una reclusione in un ambiente totalmente ostile, le cui uniche consolazioni sono le visite di Adela e la scoperta della cucina. Ma alla notizia della fucilazione di Virtudes, Inés tenta il suicidio e per questo viene allontanata dal convento e accolta temporaneamente a casa del fratello e di Adela a Pont de Suert, non lontano da Lérida, la città vicina al confine con la Francia in cui il fratello è di stanza. Nella casa isolata di Pont de Suert Inés, nonostante le cure e l'affetto della cognata Adela, inizia a maturare l'idea della fuga: è ormai reclusa da cinque anni. Inoltre il comandante Garrido, amico e spesso ospite del fratello, la tormenta con molestie psicologiche e sessuali che stanno per farla crollare. L'idea di fuggire la sprona a rimettersi in forze e finalmente una notte, ascoltando Radio Pirenaica, ne trova l'occasione: è la notte del 19 ottobre 1944 e l'esercito dell'Unione nazionale spagnola, un'organizzazione del Partito Comunista di Spagna in clandestinità nel sud della Francia, ha annunciato l'invasione della val d'Aran attraverso i Pirenei. Approfittando della confusione della mattina seguente, in sella ad un cavallo e con una cappelliera riempita con cinque chili di ciambelle, Inés scappa alla volta di Bosost, paese in cui si è installato uno degli accampamenti dell'Une. Qui entra in contatto con lo stato maggiore del comandante Lobo, che accoglie la curiosa volontaria come cuoca, e conosce il capitano Galán con cui scoppia subito l'amore.
Il capitano Galán, asturiano di famiglia umile che ha combattuto la Guerra civile spagnola, poi in esilio nel sud della Francia, è tra i fondatori di una delle tante brigate spagnole che presero attivamente parte alla resistenza francese contro l'occupazione nazista. All'inizio del 1942 lui, il suo inseparabile compagno Comprendes e altri detenuti nel campo di prigionia di Argelès-sur-Mer vengono prelevati e arruolati in una Compagnia di lavoratori stranieri. I dissidenti finiscono poi in una segheria sul territorio della Francia libera, i cui soci sono tutti comunisti, dove ritrovano altre vecchie conoscenze della guerra o della detenzione. Lavorano duramente per mantenere la copertura ma nel frattempo si muovono per recuperare armi per la resistenza. Durante una di queste missioni Comprendes si innamora della staffetta Angelita, iniziando con la giovane donna una relazione clandestina, che prosegue anche quando la brigata sale sulle montagne. Nell'estate del 1944 la Francia è liberata e i partigiani scendono dalle montagne. Galán, Comprendes, Lobo e gli altri si ritrovano a Tolosa, dove la moglie del Lobo, Amparo, gestisce una Taberna spagnola e accoglie subito Angelita come socia, che nel frattempo è rimasta incinta. I militari vengono informati del progetto di invasione della val d'Aran, messo a punto da Jesús Monzón, un personaggio affascinante e scaltro che attraverso una relazione con Carmen de Pedro, responsabile del Politburo nel sud della Francia, riesce a controllare il Partito clandestino.
Il 19 ottobre 1944 l'esercito dell'Une valica i Pirenei e Inés raggiunge a cavallo uno degli accampamenti. Qui assieme alla giovane Motse si prende cura del battaglione, gestendo la dispensa e diventando la celebre "cuoca di Bosost". Ma l'invasione è in difficoltà, a causa dell'ostilità inaspettata della popolazione locale e della confusione riguardo alla genesi politica del piano (con il sospetto che Monzón lo abbia studiato anche con il doppio fine di scalare la dirigenza del Partito). A causa di un malinteso, il nervosismo e la tensione che pervadono i militari arrivano a far sospettare dell'affidabilità di Inés, che viene allontanata dall'accampamento. Cercando un modo per dimostrare la sua innocenza, Inés si imbatte per caso nell'arrivo e nell'occultamento di armamenti destinati all'esercito falangista che si sta preparando per un imminente attacco all'Une. Denunciando quanto ha visto, e salvando fortuitamente la vita a Galán e Comprendes che sono sotto il tiro di un falangista, riconquista la fiducia perduta. Ma ormai la missione è fallita, e quell'esercito che sognava di dare il via alla liberazione della Spagna da Francisco Franco torna sconfitta a Tolosa, dove Inés segue Galán sposandolo.
I "vinti" della Guerra civile e dell'invasione della val d'Aran continuano però a lottare per tutta la vita. Inés diventa socia della Taberna spagnola, rinominata "Casa Inés", punto di passaggio e incontro per i clandestini e gli esuli spagnoli nel sud della Francia. Galán e gli altri per diversi anni passano individualmente la frontiera per portare a termine delle missioni in Spagna di collegamento con il Partito dell'interno (il PCE sarà illegale fino alla morte del dittatore Franco nel 1977). Fino a quando, con molti figli e trent'anni di vita fianco a fianco, i protagonisti dell'invasione della val d'Aran non si potranno riabbracciare finalmente a Madrid, finalmente in Spagna, anche se ritrovano un paese profondamente diverso sia da quello che avevano lasciato, sia da quello che avevano sognato. Per onorare una vecchia promessa, Inés si presenta all'appuntamento con una cappelliera contenente cinque chili di ciambelle.

## Capitoli
Inés e l'allegria è pubblicato in Italia da Ugo Guanda Editore ed ha 754 pagine ripartite nei seguenti capitoli:
- (Prima)
- I. Qui Radio Spagna Indipendente
- (Durante)
- II. La cuoca di Bosost
- (Dopo)
- III. Il miglior ristorante spagnolo di Francia
- (La fine di questa storia è un punto e di seguito)
- VI. Cinque chili di ciambelle
- La storia di Inés. Nota dell'autrice

La narrazione degli eventi è strutturata in tre assi, o voci, che s'intrecciano: quella di Inés, giovane aristocratica sorella di un attivista falangista che prende le distanze dalla famiglia reazionaria, la voce del capitano Galán, esule, partigiano, militante clandestino del Partito Comunista di Spagna, e la voce della Storia con la S maiuscola. La ricostruzione della Storia ufficiale è trattata con rigorosa attenzione nei capitoli tra parentesi, mentre i capitoli numerati alternano le voci di Inés e Galán, personaggi dai caratteri realistici ma di fantasia.

## Premi
- Premio della "Critica de Madrid 2011" per Inés y la alegría
- Premio "Iberoamericano de Novela Elena Poniatowska 2011" per Inés y la alegría
- Premio "Sor Juana Inés de la Cruz 2011" per Inés y la alegría